# Naalehu
19°3′57″N 155°35′15″V / 19.06583°N 155.58750°V
Naalehu (Nāʻālehu) er en amerikansk by i staten Hawaii, i Hawaii County. I 2000 havde byen et indbyggertal på 919.